# Rašinovac
Rašinovac (szerbül: Рашиновац) falu Bosznia-Hercegovinában, a Bosznia-hercegovinai Föderáció Una-Szanai kantonjában, Bosanski Petrovac községben.

## Fekvése
Bosznia-Hercegovina nyugati részén, Bihácstól légvonalban 46, közúton 58 km-re délkeletre, Bosanski Petrovactól légvonalban és közúton 2 km-re északnyugatra, a Bosanska Krupa felé vezető út mindkét oldalán, Grmeč-hegység lejtőin és a Petrovaci-mező síkságán terül el. Nyugaton majdnem Suvaje faluig nyúlik. A terep dombos, amelyen a felismerhető magaslatok: a Gradina, a Gajevi, a Šainovac és a Frgića Vrh, valamint ezek mögött Krnja Jela és a Bravsko polje felé határként a Stražbenica-hegység. A faluban nincs vízforrás. A legközelebbi forrás a Petrovac Polje-i Pećina.

## Népessége
| Nemzetiségi csoport | Népesség 1991 | Népesség 2013 |
| ------------------- | ------------- | ------------- |
| Szerb               | 271           | 62            |
| Bosnyák             | 331           | 327           |
| Horvát              | 0             | 1             |
| Jugoszláv           | 11            | 0             |
| Egyéb               | 14            | 9             |
| Összesen            | 627           | 398           |

## Története
A régészeti leletek tanúsága szerint területe már az ókorban lakott volt. Több ókori erődítmény maradványa is található itt. Rašinovacon található az ókori Šainovac erőd, melynek mérete 300x180 méter, és az illír korból származik. A Gradić nevű lelőhelyen, egy kerek dombon egy másik ókori erődöt találhatunk. Itt a kőfalak egy szabálytalan kör alakú, egy hektáros területet kerítenek. A kerámiatöredékek és egyéb leletek a késő bronzkorból és a vaskorból származnak. A Ledenac nevű dombon egy harmadik ókori erőd, egy vaskori erődített település maradványa található. A lelőhely platója egy 20x50 méteres területen terül el.

## Nevezetességei
- Határában 940 m-es magasságban a tengerszint felett található a Jarčevića jama nevű barlang. Morfogenetikai típusa szerint az egyszerű barlangokhoz tartozik. Egyetlen járata van, amely függőlegesen ereszkedik le a kréta kori mészkőhegy belsejébe. Megjelenését tekintve az Abyss típusba tartozik. A barlang fölött ősi folyómederként egy széles völgy található, amely a Petrovac-folyó elődjének mellékvize volt, és a barlang ennek mélységét jeleníti meg.[3]
- Šainovac – ókori erődítmény maradványa.
- Gradić – ókori erődítmény maradványa.[6]
- Ledenac Grad – ókori erődített település maradványai.[6]

## Híres emberek
A faluban születtek Jugoszlávia nemzeti hősei, Zdravko Čelar és Bogdan Kapelan. A Szerbiában, a Palánka mellett fekvő Dunacséb, a második világháború után Zdravko Čelarról a Čelarevo nevet kapta. Ezt a falut, amely egykor döntően katolikus német lakosságú volt, 1945-ben a Bosanski Petrovac környéki szerb lakosság szállta meg. Ma már a lakosság 81%-a szerb.

## Fordítás
- Ez a szócikk részben vagy egészben  a   Rašinovac című bosnyák Wikipédia-szócikk ezen változatának fordításán alapul.  Az eredeti cikk szerkesztőit annak laptörténete sorolja fel. Ez a jelzés csupán a megfogalmazás eredetét és a szerzői jogokat jelzi, nem szolgál a cikkben szereplő információk forrásmegjelöléseként.